# Abarema abbottii
Espèce
Statut de conservation UICN

 VU (needs updating) B1+2c : Vulnérable
Abarema abbottii est une espèce d'arbres de la famille des Fabacées. Elle est endémique au nord-est de la République dominicaine.